# Accidentalia negotii
Accidentalia negotii (lat.) ist ein juristischer Fachbegriff für die Nebenabreden eines Vertrages.
Accidentalia negotii schließen an die wesentlichen Vertragsbedingungen, die essentialia negotii an. Diese charakterisieren die den Vertragstyp umfassenden Mindestabreden. Im Rahmen der essentialia negotii müssen die Vertragsparteien eines Kaufvertrages zumindest über die Kaufsache und den Kaufpreis eine Einigung erzielen, bei einem Mietvertrag muss eine Einigung über die Mietsache und den Mietzins erzielt werden. Weitere Absprachen, etwa Lieferbedingungen, sind für den wirksamen Vertragsschluss grundsätzlich nicht notwendig, sie zählen daher zu den Nebenabsprachen, den accidentalia negotii. Wie bei den Mindestabsprachen über die Hauptleistung muss auch bei den Nebenabreden vollständiger Konsens durch übereinstimmende Willenserklärungen vorliegen. Einigungsmängel werden im deutschen Zivilrecht gemäß § 154, § 155 BGB gelöst.